# Independente Esporte Clube
El Independente Esporte Clube es un equipo de fútbol de Brasil que juega en el Campeonato Amapaense, la primera división del estado de Amapá. En 2002 participó por primera vez en la Copa de Brasil.

## Historia
Fue fundado el 19 de enero de 1962 en el municipio de Santana, Amapá por iniciativa del padre Angelo Biraghi, teniendo sus mejores años en la década de los años 1980 en donde llegó a ser campeón estatal en tres ocasiones, aparte de ser uno de los primeros equipos en participar en la liga estatal profesional en 1991, con lo que se convirtieron en uno de los equipos más respetados dentro del estado de Amapá en esa década.
En 1995 vuelve a ser campeón estatal, el primero como equipo profesional en medio de una crisis institucional que vivía el club en los años 1990.
En 2001 es campeón estatal por quinta ocasión y con ello logró clasificar a la Copa de Brasil de 2002, la que fue su primera participación en un torneo a escala nacional, en donde fue eliminado en la primera ronda por el Esporte Clube Flamengo del estado de Piauí con marcador de 1-2.
En 2004 el club abandonó la liga profesional por deudas, aunque regresaría a la competición profesional en 200, contando con más de 25 participaciones en el Campeonato Amapaense.
En 2022 logró llegar a la final del Campeonato Amapaense, enfrentando al Trem. Empataron tanto en el partido de ida como el de vuelta, por lo que el título se decidió en tanda de penales, donde perdió 8-9, logrando el subcampeonato. En 2023 volvería a llegar a la final, teniendo como rival nuevamente al Trem y por segundo año consecutivo perdería, tras estar abajo en el marcador global por 3-5.

## Rivalidades
Su principal rival es el Santana Esporte Clube, equipo de la misma ciudad con quien juegan el Clásico del Puerto, teniendo su primer partido en enero de 1966 que terminó 2-2.

## Palmarés
- Campeonato Amapaense (5): 1982, 1983, 1989, 1995, 2001

### Bibliografía utilizada

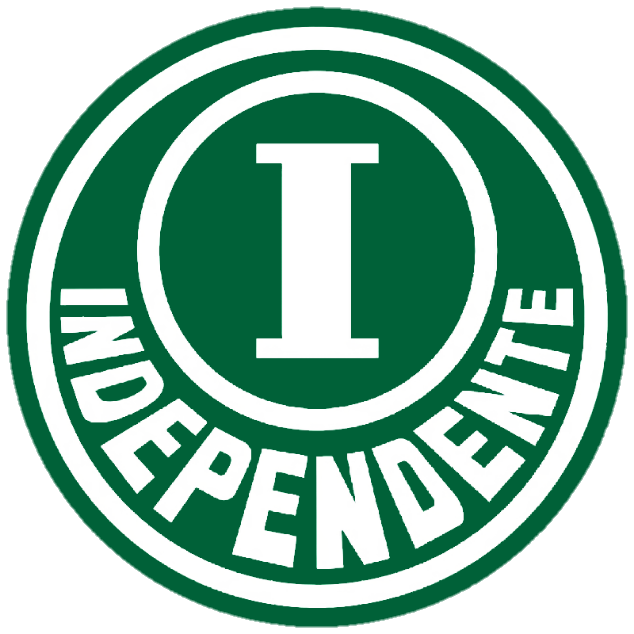